# ناحیه وکلابروک
ناحیه وکلابروک (به آلمانی: Vöcklabruck District) یک ناحیه در اتریش است که در اوبراسترایش واقع شده‌است. ناحیه وکلابروک ۱۲۶٬۵۹۹ نفر جمعیت دارد.